# NGC 209
NGC 209 este o galaxie lenticulară situată în constelația Balena. A fost descoperită în 9 octombrie 1885 de către Francis Leavenworth. De asemenea, a fost observată încă o dată de către Herbert Howe.